# Mordru
Mordru è un personaggio dei fumetti pubblicati da DC Comics, creato dallo sceneggiatore Jim Shooter e dal disegnatore Curt Swan per il n. 369 di Adventure Comics del giugno 1968.
Nell'universo DC, Mordru è il più importante Signore del Caos, destinato a sopravvivere anche alla fine dell'universo, anche se di solito è ritratto solo come un potente mago. A volte impiegato nell'epoca contemporanea come avversario della Justice Society of America e della Signora dell'Ordine Amethyst, il suo principale nemico è rappresentato dalla Legione dei Supereroi nel futuro del XXX e XXXI secolo.

## Altri media
Nella miniserie Legends of the Superheroes  del 1979 il personaggio è interpretato da Gabriel Dell.
Nelle serie animate, Mordru è stato impiegato in un episodio della prima stagione di Justice League Unlimited e in un episodio della seconda stagione di Legion of Super-heroes.